# Arequipa
Arequipa je druhé největší město v Peru a středisko departementu Arequipa, sídlo Ústavního soudu a „hlavní město justice“ Peru, známá také jako „Bílé město“ (la Ciudad Blanca). Leží na jihu země (zhruba 1000 km od Limy) na úbočí And a sopky Misti v nadmořské výšce okolo 2 300 m n. m. Městem protéká řeka Chili. V roce 2013 zde žilo 852 807 obyvatel.

## Historie
Město dal založit 15. srpna 1540 pod názvem Villa Hermosa de Nuestra Señora de la Asunta conquistador Francisco Pizarro a 22. září 1541 španělský král Karel V. nařídil, aby se město jmenovalo Ciudad de Arequipa. Název je hispanizovanou podobou původního názvu údolí, zřejmě kečujského. V období místokrálovství Peru se město vyznačovalo značkou oddaností španělské Koruně, za což si vysloužilo tituly jako „město velmi vznešené a věrné“ (Muy Noble y Muy Leal).
Po vyhlášení republiky na počátku 19. století se Arequipa naopak stala ohniskem lidových a demokratizačních povstání. Současně byla kolébkou mnoha slavných Peruánců: mimo jiné se zde v roce 1936 narodil spisovatel Mario Vargas Llosa. Ve městě dnes působí na 15 univerzit, pouze jedna je však veřejná, ostatní soukromé. Historické centrum bylo roku 2000 zapsáno na seznam Světového dědictví UNESCO. Mezi nejcennější památky patří klášter sv. Kateřiny.
Arequipa je také obchodním a industriálním centrem peruánského jihu; funguje zde zejména textilní průmysl. Z obchodního hlediska je významná blízkost hranic Bolívie a Chile. Železnice z přístavu Mollendo přes Arequipu na náhorní plošinu u jezera Titicaca, postavená již v 70. letech 19. století, je využívána spíše okrajově.

## Fotogalerie

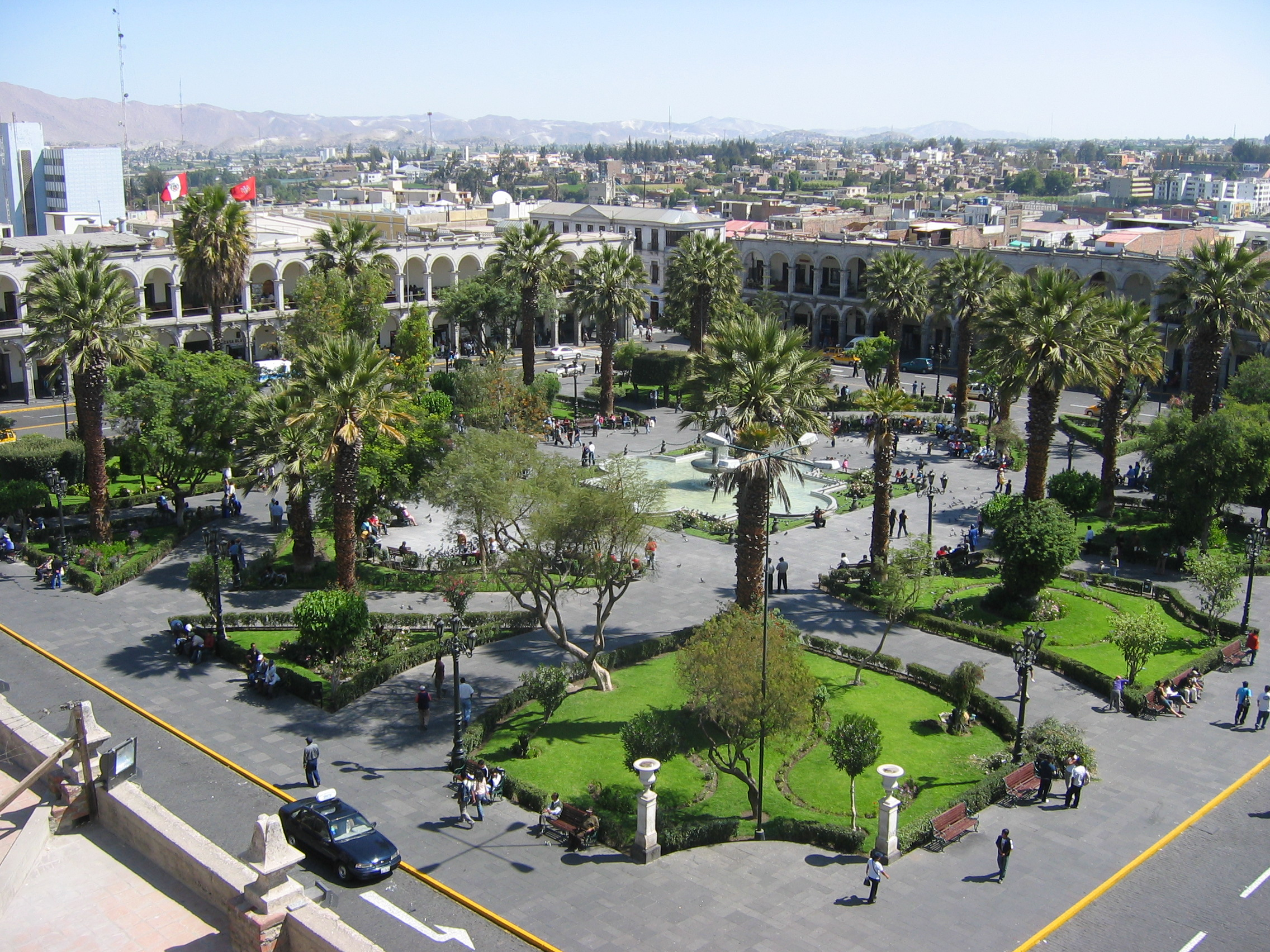
Plaza de Armas
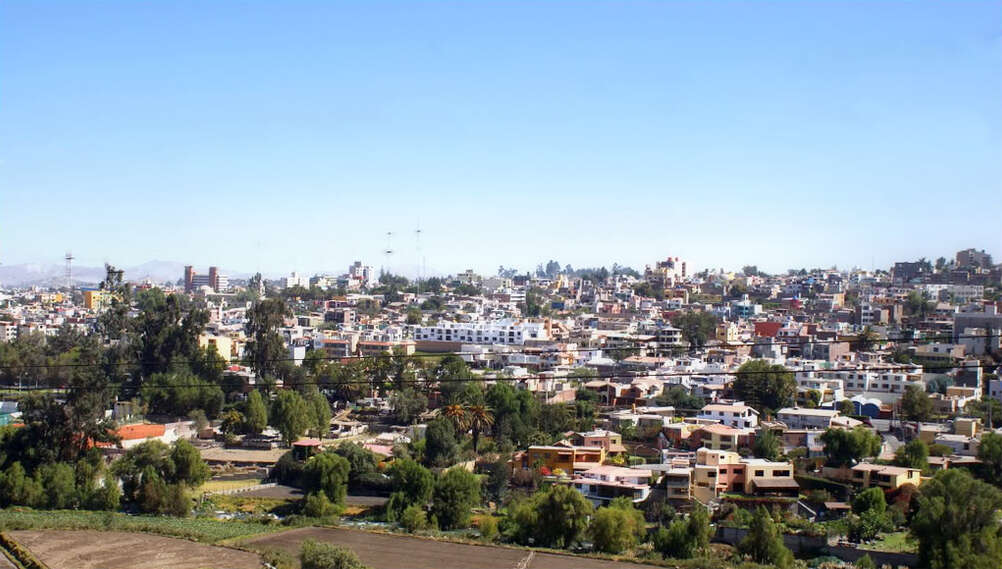
panoramický snímek města
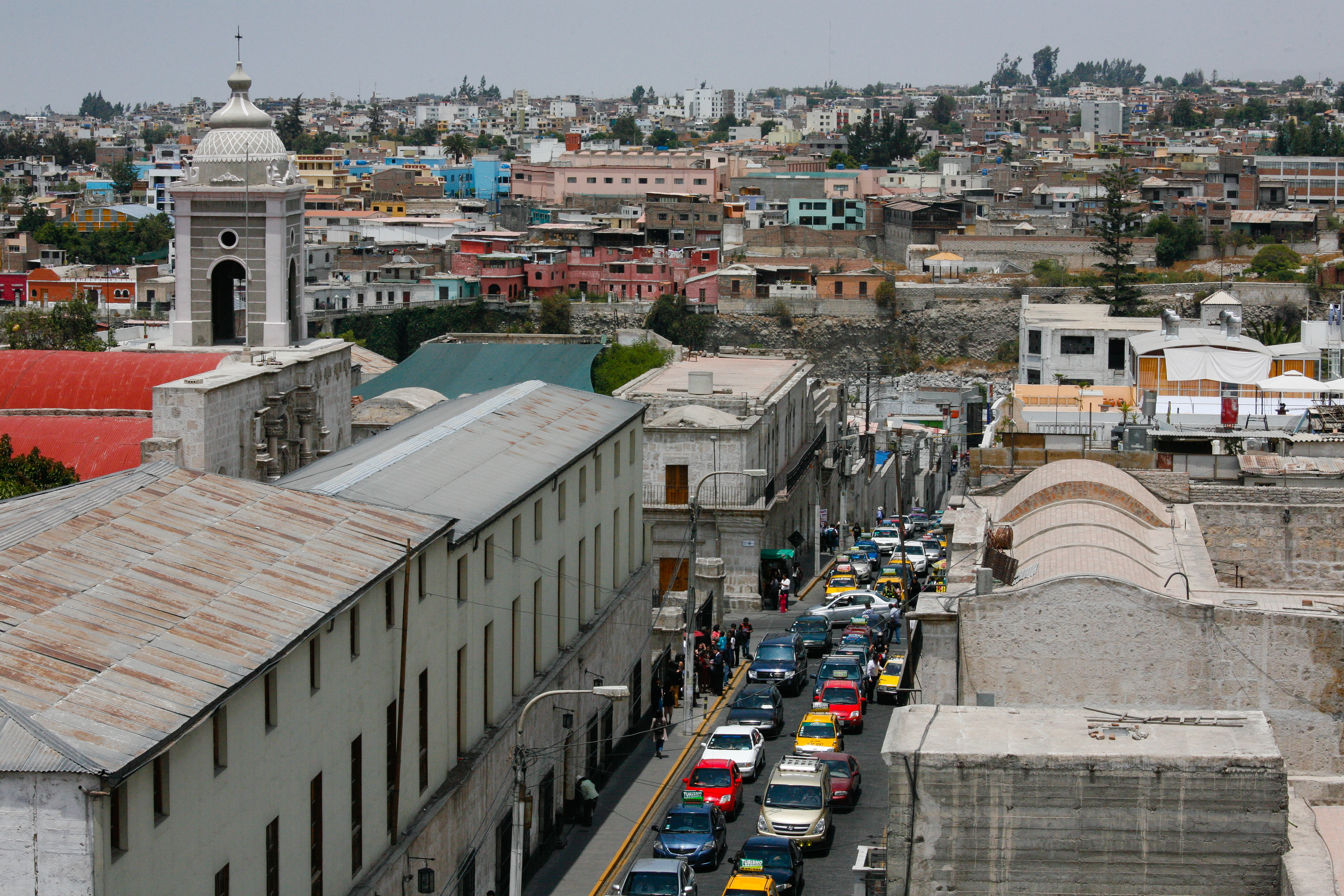
jedna ze zdejších ulic
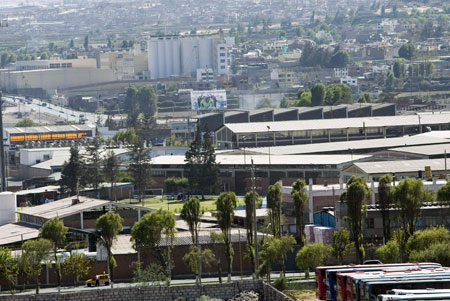
průmyslová část města

## Významní rodáci
- Mario Vargas Llosa, peruánský spisovatel
- Hernando de Soto, peruánský ekonom